# Jean-Michel Abimbola
Jean-Michel Abimbola, de son nom complet Jean-Michel Hervé Babalola Abimbola, né le 16 juin 1966 à Porto-Novo, est un homme politique et économiste gestionnaire béninois. 
Depuis le 6 septembre 2019, il occupe dans le gouvernement de Patrice Talon, le poste du ministre du Tourisme, de la Culture et des Arts.

## Biographie

### Formations et études
Originaire de Kétou, né à Porto-Novo le 16 juin 1966, Jean-Michel Abimbola est un économiste et gestionnaire de formation. Il est diplômé de l'École supérieure libre des sciences commerciales appliquées ainsi que l'École supérieure de commerce et de gestion de Paris. En 1998, il participe à la fondation nationale des industriels du Bénin et devient membre du conseil des investisseurs du Bénin. Au cours de cette même année, il occupe le poste de conseiller technique à l'industrie auprès du président de la république. En 2005, il devient directeur général de l'AZFI (Agence d'Administration de la zone franche industrielle).

### Carrière professionnelle et politique
En 2008 il occupe le poste de secrétaire national  des affaires économiques du parti Forces Cauris pour un Bénin émergent. En 2009, il est président du rassemblement national pour la démocratie. En 2011, il devient député de la 6e législature pour le FCBE. Il démissionne la même année pour être ministre de l'Économie maritime sous Yayi Boni.
Sous le gouvernement de Boni Yayi, il occupe du 24 février au 2 mars 2012, le poste par intérim du ministre de la Culture, de l'Alphabétisation, de l'Artisanat et du Tourisme,,. En 2004, il fait son entrée au sein du conseil des investisseurs privés du Bénin en tant que membre. Il contribue à la fondation de l'association nationale des industriels du Bénin en 1998,.
À partir du 23 mai 2021, Abimbola est de nouveau ministre du Tourisme, de la Culture et des Arts dans le gouvernement de Patrice Talon,,,,.

### Vie privée
Il est marié et père de deux enfants.